# Хърта Еъртън
Фийби Сара Хърта Еъртън (на английски: Phoebe Sarah Hertha Ayrton, на български известна и като Херта Айртон) е британска инженерка, математичка, физичка, изобретателка и суфражетка. Получава медала Хюз от Кралското научно дружество за своята работа с електрическите дъги и с вълните в пясък и вода.

## Биография
Хърта Еъртън се ражда като Фийби Сара Маркс на о-в Портси, Портсмът, Хампшър, Англия на 28 април 1854 г. Тя е третото дете на полско-еврейския часовникар Леви Маркс, имигрант от Царска Полша, и Алис Тереза Мос. Баща ѝ умира през 1861 г., оставяйки майката на Сара със седем деца и осмо на път. Тогава Сара поема част от отговорностите за по-малките деца в семейството.
На деветгодишна възраст Сара е поканена от лелите си, които управляват училище в Северозападен Лондон, да живее с братовчедите си и да се образова с тях. Тя е известна сред своите връстници и учители като огнена, понякога груба личност. От 16-годишна възраст тя работи като гувернантка.
В Гъртън тя учи математика и е възпитаничка на физѝка Ричърд Глейзбрук. Джордж Елиът подкрепя кандидатурата на Еъртън за колежа „Гъртън“. По време на пребиваването си в Кеймбридж Еъртън построява сфигмограф (регистратор на пулса в артериите), ръководи хоровото общество, основава пожарната в Гъртън заедно с Шарлът Скот и основава математически клуб.
През 1880 г. Еъртън преминава с успех Mathematical Tripos (курс по математика в Кеймбридж), но университетът не ѝ предоставя академична степен, защото по това време Кеймбридж дава на жени само сертификати, а не пълни степени. Еъртън взема външен изпит в Лондонския университет, който ѝ присъжда бакалавърска степен през 1881 г.

## Личен живот
През 1885 г. Херта се омъжва за вдовеца Уилям Еъртън (на английски: Will Ayrton, Уилям Айртон), като осиновява неговата четиригодишна дъщеря Едит. През 1886 г. Герта ражда дъщеря си Барбара.

## Смърт
Херта Айртон умира в Бексхил, Съсекс, на 26 август 1923 г. от отравяне на кръвта, в резултат на ухапване от насекомо.